# Дања Антоновић
Даница Антоновић (Бела Вода, Крушевац, 6. септембар 1944) српска је новинарка. Ауторка је књига, монодрама, ТВ репортажа, сценарија, организаторка је културних манифестација и изложби широм Немачке. Режисерка је документарних филмова као и асистенткиња режије. Интервјуисала је многе знамените личности.

## Биографија

### Школовање
Матурирала је 1962. године у Београду радом „Сартр и Ками: егзистенцијализам” и разлике под менторством Николе Милошевића. Након тога, отишла је у Франкфурт где је завршила Студије филозофије и лингвистике 1965. године.
У Лондону 1968. године завршила је студије енглеског језика, а 1969. у Милану студије италијанског језика. Већ наредне, 1970. године, волонтирала је у Бечу за компанију Канадска радиодифузна корпорација Одсек за Јужну Европу под менторством Чарлса Васермана (Charles Wassermann).
Године 1971. у Минхену стекла је диплому немачке новинарске школе: Deutsche Journalistenschule, чији су оснивачи: Süddeutsche Zeitung, Frankfurter Allgemeine Zeitung, ARD, ZDF, немачки јавни сервис и ТВ програми.

### Професионални рад
Од 1972. до 1995. године у Келну и Хамбургу радила је као уредник, репортер, водитељ емисија за Југословене у немачким радио станицама Westdeutscher Rundfunk и Deutsche Welle.
Од 1975. до 2000. године у Хамбургу радила је као уредник и репортер на ЗДФ-у, Другом Програму немачког јавног сервиса.
Године 1997. у Хамбургу основала је продуцентску кућу: Danja Antonovic Filmproduktion.
Од 5. октобра 2000. године из Београда пише ауторске чланке у водећим немачким недељницима: Stern, Die Woche о догађајима у Београду.
Од 2006. до 2023. године је била дописник за немачке медије из Београда за подручје Балкана, а у оквиру немачке асоцијације иностраних дописника Weltreporter

### Штампани медији (1972 – 2021)
Дања Антоновић је у периоду од 1972. до 2021. године остварила сарадњу са водећим немачким новинама и недељницима где је писала:
Ауторске чланке у: Stern, Geo, Art , Brigitte Woman, die Zeit, Die Woche, Frankfurter Allgemeine Zeitung.
Неки од њених најзначајнијих интервјуа су били са Дариом Фо, Чарлсом Буковским, Ерихом Фридом, Артуром Пеном, Дастином Хофманом, Доналдом Сатерлендом и др).
У штампаним медијима, окосница Дањиних истраживања су култура, филм, социолошке појаве, југословенско културно поднебље и немачка политика према странцима.
У штампаном облику објављивала је интервјуе са Бором Ћосићем, Слободаном Шнајдером, Бором Шајтинцем итд. за Време. НИН и Статус.

### Телевизија (1975 – 2000)
Дања Антоновић је правила ТВ репортаже из Немачке, Југославије, Бугарске, Албаније, Данске, Холандије за  емисије ЗДФ-а (Auslandsjournal, Aspekte).
Била је водитељка емисија за странце на ЗДФ-у.
Дања Антоновић је режирала и документарне филмове  у трајању од 45 минута:
- „Lange Reihe, Eine Straße in Hamburg“, 1990,
- „Asien liegt am Hauptbahnhof“, 1991,
- „Serbische slava, ein Nationalfest“, 1987.

### Филм
- Године 1975. у Франкфурту ради као асистент режије у филму Богдана Жижића: „Не нагињи се ван“;
- Године 1977. у  Есену као асистент режије ради у филму Дучиа Тесариа „Пета заповест“ (Das Fünfte Gebot);
- Године 1987. у Хамбургу Дања Антоновић је коаутор документарног филма: „Habibe“;
- Године 1990. у Хамбургу пише сценарио за документарни филм „Ein Koffer voller Erinnerungen“ породичну сагу о првом италијанском ресторану у Хамбургу, старом 100 година.
- Године 1997. у Хамбургу пише сценарио за документарни филм „Auf der Suche nach den alten Freunden“ – ("У потрази за старим пријатељима у вихору балканских ратова"), награђен у Хамбургу са 200 000 немачких марака;
- Године 2006. пише сценарио: „Donauschwaben“ о Подунавским Швабама.

### Радио
- За радио је написала:„Гастарбајтерске приче“, 10 монодрама, од по 10 минута, за келнски радио Westdeutscher Rundfunk.
- Такође је написала потресну монодраму о судбини једне Југословенке у Берлину под именом: „Међу нама је био рат“ за Радио Београд у трајању 45 мин. Режију је урадио Бода Марковић, а главну улогу одиграла Мира Бањац.

### Комуникација
Током своје каријере, Дања Антоновић је била члан жирија Филмског фестивала у Келну, члан гремија Филмске куће Хамбург за доделу субвенција филмским радницима, организатор кутурне манифестације у Хамбургу „Literatrubel“, организатор изложбе Хамбуршког Ликовног удружења. Такође је била и водитељка разговора са писцима у оквиру Берлинског фестивала литературе.

## Књиге
Више од десет година у континуитету актуализује своје ауторско дело - туристички водич "Montenegro" издавачке куће Марко Поло.
Коаутор је дела „Fremd in der Fremde“ ("Стран(ац) у иностранству") издавача: Der Spiegel-Verlag у Хамбургу.
Коауторка је књиге „St. Georg in Hamburg“, издавача: Verlag Christiansen у Хамбургу.
Ауторство дели и у књигама Weltreporter-a, заједно са дописницима из целог света у разним издавачким предузећима. Наслови тих дела су: "Weltmachtwasser", "Utopie", "Unabhängigkeit", "Flucht", "Mauern", "Klimahelden" (2021).
Дања Антоновић живи у Београду и чланица је и сарадница Адлигата.